# لین وستمورلند
لین وستمورلند (به انگلیسی: Lynn Westmoreland) نمایندهٔ حوزه انتخابیه سوم جورجیا از حزب جمهوری‌خواه ایالات متحده آمریکا در مجلس نمایندگان ایالات متحده آمریکا است که برای نخستین‌بار در ۲۶ ژانویه ۲۰۰۵ میلادی به‌عضویت این مجلس درآمد.